# Медопійник чорноголовий
Медопійник чорноголовий (Melithreptus affinis) — вид горобцеподібних птахів родини медолюбових (Meliphagidae). Ендемік Австралії.

## Поширення
Вид поширений в Тасманії, на острові Кінг та островах Фюрно. Мешкає у вологих і сухих склерофільних лісах, а також у чагарниках і вересовищах, а також у субальпійських місцях існування на висоті 1200 м.

## Опис
Середня довжина його тіла становить 14 сантиметрів, а вага — 15 грамів. Голова і шия чорні, спина оливково-зелена, а живіт білий. Навколо ока є синьо-біла ділянка голої шкіри.